# Olympic FC de Niamey
Olympic FC je nigerski nogometni klub iz glavnog grada Niameya.
Olympic FC je osnovan 1974. iz kluba Secteur 6. Jedan je od najuspješnijih klubova u državi, iako posljednjih nekoliko godina nemaju većih uspjeha u domaćim natjecanjima. U afričkim (CAF) natjecanjima igraju u prvim kolima.

## Uspjesi
- Nigerska premijer liga: 11 puta

1966., 1967., 1968., 1969., 1970. (kao Secteur 6)
1976., 1977., 1978., 1989., 1998., 1999.
- Nigerski kup: 5 puta

1975., 1977., 1990., 1991., 2003.